# The Edge of Destruction
The Edge of Destruction (trad. litt. : « Au bord de la destruction ») est le troisième épisode de la première saison de la première série de la série télévisée britannique de science-fiction Doctor Who, diffusé pour la première fois en deux parties hebdomadaires du 8 au 15 février 1964. Écrit par le scénariste David Whitaker, il s'agit du premier « bottle episode » un épisode à petit budget tourné en un seul morceau. Faisant le lien avec les épisodes précédents, il permet de résoudre les différents conflits entre les personnages vus précédemment.

## Distribution
- William Hartnell : Le Docteur
- Carole Ann Ford : Susan Foreman
- Jacqueline Hill : Barbara Wright
- William Russell : Ian Chesterton

## Résumé

### The Edge of Destruction
Alors qu'ils sont en train de voyager dans le TARDIS, le Docteur et ses compagnons sont en proie à un choc violent qui les fait tous sombrer dans l'inconscience. Ian et Susan se réveillent d'abord, avec des phases d'amnésies partielles. Alors que les autres se réveillent, la porte du TARDIS est ouverte et se referme tout à coup, Susan prend un choc électrique en tentant de toucher aux commandes. Errant dans le vaisseau, Ian surprend Susan en pleine folie paranoïaque. Le Docteur se réveille et accuse ses compagnons d'avoir touché aux contrôles du vaisseau, tandis que Barbara s'imagine qu'une entité est entrée dans le vaisseau. Susan pense que cette entité a pris la place de l'un d'entre eux. 
Alors que le Docteur remet en route les senseurs, ceux-ci montrent tour à tour qu'ils sont en Angleterre, dans une jungle ou en orbite d'une planète. Les portes du TARDIS s'ouvrent et se referment et le Docteur pense que Ian a saboté les commandes pour les forcer à rentrer en Angleterre. S'en prenant au Docteur, Barbara lui reproche son attitude dans la grotte aux crânes (cf An Unearthly Child) ainsi que son sabotage volontaire du vaisseau afin d'explorer la ville au début de The Daleks. Les trois compagnons commencent à s'effondrer lorsqu'ils s'aperçoivent que les horloges du TARDIS sont complètement détraquées et le Docteur en profite pour leur offrir un thé pour leur remonter le moral. Ce thé est en réalité un somnifère destiné à les endormir, et alors que le Docteur se croit seul, Ian, ayant fait semblant de boire, se retourne contre lui et tente de l'étrangler.

### The Brink of Disaster
Le Docteur rejette violemment Ian qui est soutenu par Barbara. Le Docteur pense qu'ils veulent voler son vaisseau et est prêt à abandonner Ian et Barbara en dehors du TARDIS, où qu'il soit à ce moment. Il est interrompu par un signal violent envoyé par le TARDIS. Le vaisseau est sur le point de se désintégrer et le cœur de la machine s'est mis à bouger tout seul. Tous commencent à comprendre que le TARDIS agit par lui-même afin de les avertir d'un danger ; Ian proposant que le vaisseau soit conscient.
Grâce à ses compagnons, le Docteur découvre qu'il a utilisé un bouton nommé « The Fast Return Switch » en repartant de Skaro et que celui-ci est resté enfoncé. Ayant des problèmes de connexion, il renvoyait le TARDIS vers le commencement des temps et ceux-ci couraient vers une mort imminente que le TARDIS voulait empêcher. Conscient de son comportement exécrable envers ses compagnons, le Docteur s'excuse auprès de Ian puis un peu plus tard envers Barbara.
Ayant atterri sur de la neige, l'équipe décide de s'offrir un moment de détente lorsque Susan découvre des traces de pas géantes.

## Continuité
- On retrouve la machine à synthétiser de la nourriture, vue dans l'épisode précédent The Daleks.
- Cet épisode est le premier à introduire l'idée que le TARDIS a sa conscience propre, une idée qui ne fut pas réutilisée dans la première série mais que l'on retrouve plusieurs fois dans la seconde, notamment dans L'Explosion de Cardiff, A la croisée des chemins et L'Âme du TARDIS.
- La fin de l'épisode montre un Docteur qui commence à se soucier du sort de ses compagnons, là où les deux premiers épisodes le montrait souvent auto-suffisant et peu enclin à la compassion.
- Lorsque Ian examine le Docteur, celui-ci écoute les battements de son cœur et semble dire qu'il va bien. Pourtant, lors de l'épisode Spearhead from Space mettant en scène le troisième Docteur, on apprend qu'il possède deux cœurs. Si les fans à travers la fan-fiction The Man in the Velvet Mask tenteront d'expliquer que ce cœur est apparu lors de sa régénération en second Docteur, cette explication n'est pas canonique. Dans les épisodes The Mind of Evil (1971), L'Invasion de Noël et Peines d'amour gagnées, on peut voir qu'un des cœurs peut cesser de battre en cas de traumatisme, ce qui est alors probablement le cas dans cet épisode.
- Susan précise qu'elle et le Docteur ont visité d'autres mondes avant la Terre, et que 4 ou 5 voyages auparavant, ils ont presque fini par perdre le TARDIS sur la planète Quinnis.
- La garde-robe du Docteur est évoquée pour la première fois ici à la fin de l'épisode. Ian montre une veste que le Docteur aurait reçu de Gilbert et Sullivan
- Un gag récurrent est issu du fait que le Docteur n'arrive pas à se souvenir correctement du nom de Ian. Ici, il l'appellera « Charterhouse ».
- Le « Fast Return Switch » fut réutilisé plus tard dans des productions radiophoniques du Docteur.
- L'épisode se termine par un cliffhanger qui ne connait plus de suite, l'épisode suivant, Marco Polo ayant été effacé par la BBC. Il en reste toutefois une version sonore.

## Production
La commande initiale de la BBC concernant Doctor Who était de 13 épisodes : An Unearthly Child en occupait quatre et The Daleks sept. Il fallait remplir deux épisodes restants et l'autre script déjà écrit était celui de Marco Polo de sept épisodes. La série ayant eu des dépassements de budget à cause de la construction du décor du TARDIS et du tournage d'un second pilote, David Whitaker, alors « script editor » (scénariste chargé de garder l'unité de la série) fut chargé de faire un épisode en deux parties avec peu d'argent. Il créa alors un « bottle episode », un épisode où l'action sera réduite à un décor unique (le TARDIS) et ne contenant que le casting principal.
Le scénario est écrit en deux jours par Whitaker, qui prend pour point de départ les problèmes que l'équipe de tournage avait eu avec la porte du TARDIS. Il sera tourné le 17 et le 24 janvier 1964 par Richard Martin puis Mervyn Pinfield.
Comme on peut le voir dans l'épisode la mention « Fast Return Switch » était écrite au marqueur. Il s'agissait en réalité d'une mention destinée à ce que les acteurs puissent le retrouver mais elle fut filmée par erreur.  

### Titres alternatifs
Tout comme les épisodes des deux saisons suivantes, on trouve certaines confusions sur le titre général du serial. 
- Inside the Spaceship (« À l'intérieur du vaisseau ») fut le titre utilisé par la production et par David Whitaker dans ses documents.
- Beyond the Sun (« Par delà le soleil ») utilisé dans un guide de la BBC A Quick Guide to Dr Who, il s'agissait d'un titre que l'on attribuera aussi par erreur à l'épisode The Daleks
- The Brink of Disaster (« Le vaisseau du désastre ») fut utilisé par quelques fans un temps.
- The Edge of Destruction titre du premier épisode fut adopté en 1976 par la BBC dans son édition du Making of Doctor Who et est réutilisé pour les novélisations et les rééditions VHS et DVD

## Diffusion et réception
| Épisode | Date de diffusion | Durée | Téléspectateurs en millions | Archives  |
| --- | ----------------- | ----- | --------------------------- | --------- |
| The Edge of Destruction | 8 février 1964    | 25:04 | 10,4                        | Film 16mm |
| The Brink of Disaster | 15 février 1964   | 22:11 | 9,9                         | Film 16mm |
| Diffusé en deux parties le 8 et 15 février 1964, l'épisode fit un score très bon qui confirma la série dans sa lancée et confirmant la commande de nouveaux épisodes par la BBC. |                   |       |                             |           |

Les avis modernes sur cet épisode divergent. Il est recommandé par la critique Charlie Jane Anders du site io9 comme un exemple d'épisode de la première série facile à appréhender pour les nouveaux spectateurs : « il est rapide et toujours aussi intense 48 ans après. » Pour Patrick Mulkern de Radio Times, David Whitaker est « un maitre du dialogue, de la personnalisation et de l'atmosphère » mais il sent qu'il s'est retrouvé coincé avec la logique du scénario, étant obligé d'inventer l'explication du bouton de retour rapide. Malgré cela, il trouve un certain charme à la fin où les occupants du TARDIS deviennent enfin amis. John Sinnott de DVD Talk trouve quant à lui que cet épisode est le plus faible de la série jusqu'ici, même si l'écriture « a des bons moments », l'intrigue ne tient pas vraiment debout. Il le trouve bâclé et la résolution ne permet même pas d'expliquer pourquoi les personnages se sont comportés de façon étrange. Sur le site du Village, le critique Sullivan Le Postec trouve que cet épisode est un huis clos intéressant permettant de mettre en valeur les personnages, mais qu'il « aurait gagné » à faire dix minutes de moins. 
Cet épisode sera diffusé pour la première fois en France le 20 mai 2012 à 3h45 du matin sur France 4 dans le cadre de la Nuit Doctor Who. Il sera par ailleurs présenté à tort comme étant le tout premier épisode de la série, qui est en réalité An Unearthly Child.

## Novélisation
Épisode assez court et peu populaire, il ne connut de novélisation qu'en octobre 1988 par Nigel Robinson. Il est publié sous le numéro 132 de la collection Doctor Who des éditions Target Book et n'a connu aucune traduction.

## Édition VHS et DVD
L'épisode n'a jamais été édité en français, mais a connu plusieurs éditions au Royaume-Uni :
- Une sortie en 2000 en  VHS, contenant la première version du pilote. La version américaine et canadienne contient en bonus le documentaire de 1998 The Missing Years ;
- L'épisode fut remastérisé une seconde fois et sortit en DVD en janvier 2006 avec les épisodes An Unearthly Child et The Daleks dans un coffret intitulé Doctor Who : The Beginning[9].